# Puri (alimento)

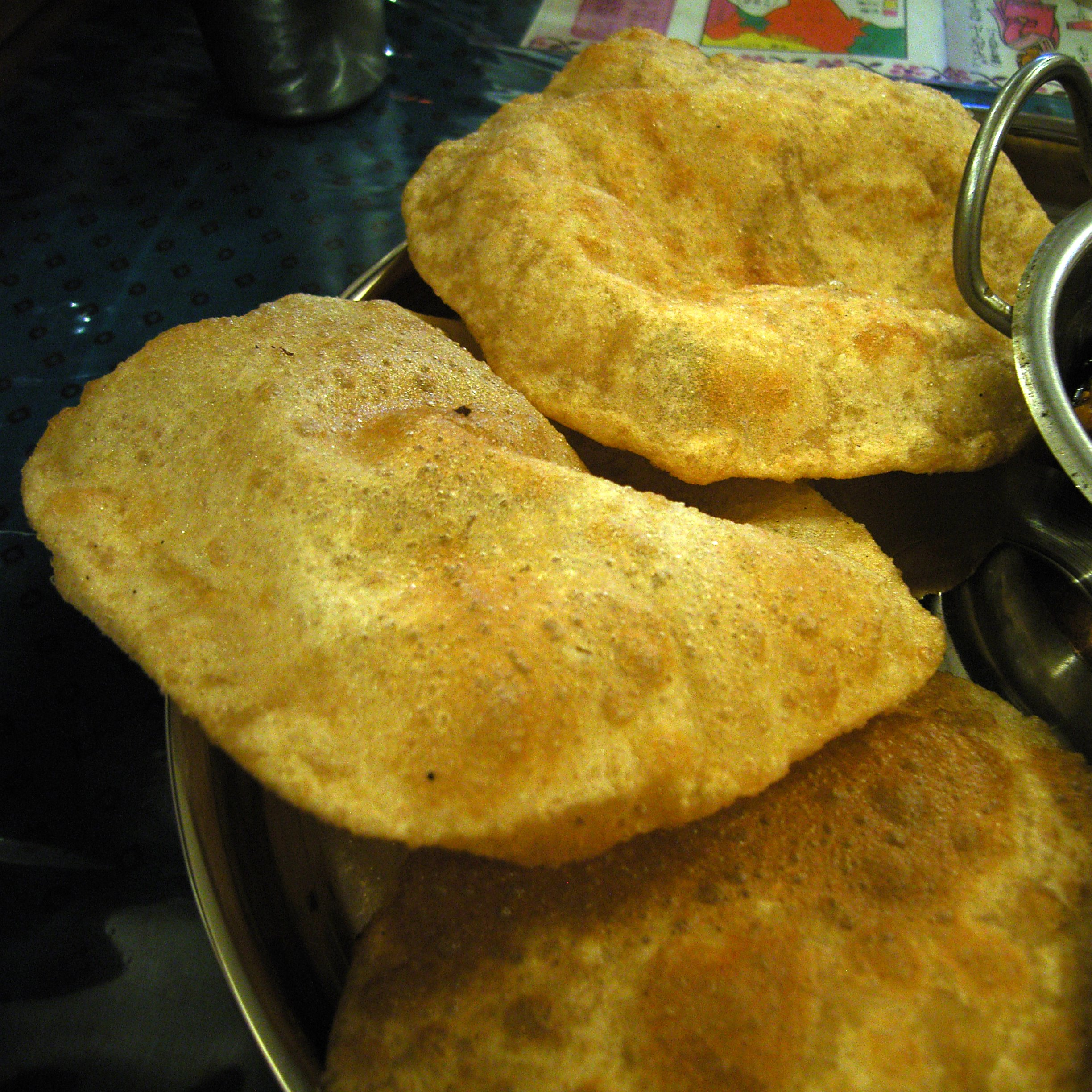
Pan plano denominado puri.

El puri o poori es un pan plano típico del sur de Asia y que se come fundamentalmente en el norte de la India, elaborado de una masa de atta (harina de trigo), agua y sal extendido todo ello en una especie de disco de diámetro aproximado al de una palma de una mano y posteriormente frito en aceite, ghee o aceite vegetal.

## Características
Por regla general se sirve en la India, Pakistán, Bangladés, y Sri Lanka, y puede encontrarse igualmente en Malasia, es un pan que debe comerse de forma instantánea. De esta forma se asegura que el sabor sea perfecto, a veces se sirve enrollado con frijoles/arroz/etc. o con alimentos que son demasiado pequeños para ser ingeridos con los dedos solamente. El Puri es por regla general una especie de ceremonial en los ritos vegetarianos de ofrecimiento de alimentos a los dioses.
El puri se sirve generalmente con halwa, la patata masala o con korma, y se puede ver de esta forma en la costa de Orissa, se puede comer igualmente acompañado con dal (lentejas). Una variante del puri es el Chola puri. Es por la abundante forma de sus ingredientes una comida entera. A veces se le añaden semillas de Trachyspermum ammi (Ajwain) a la masa, lo que le da un sabor característico.

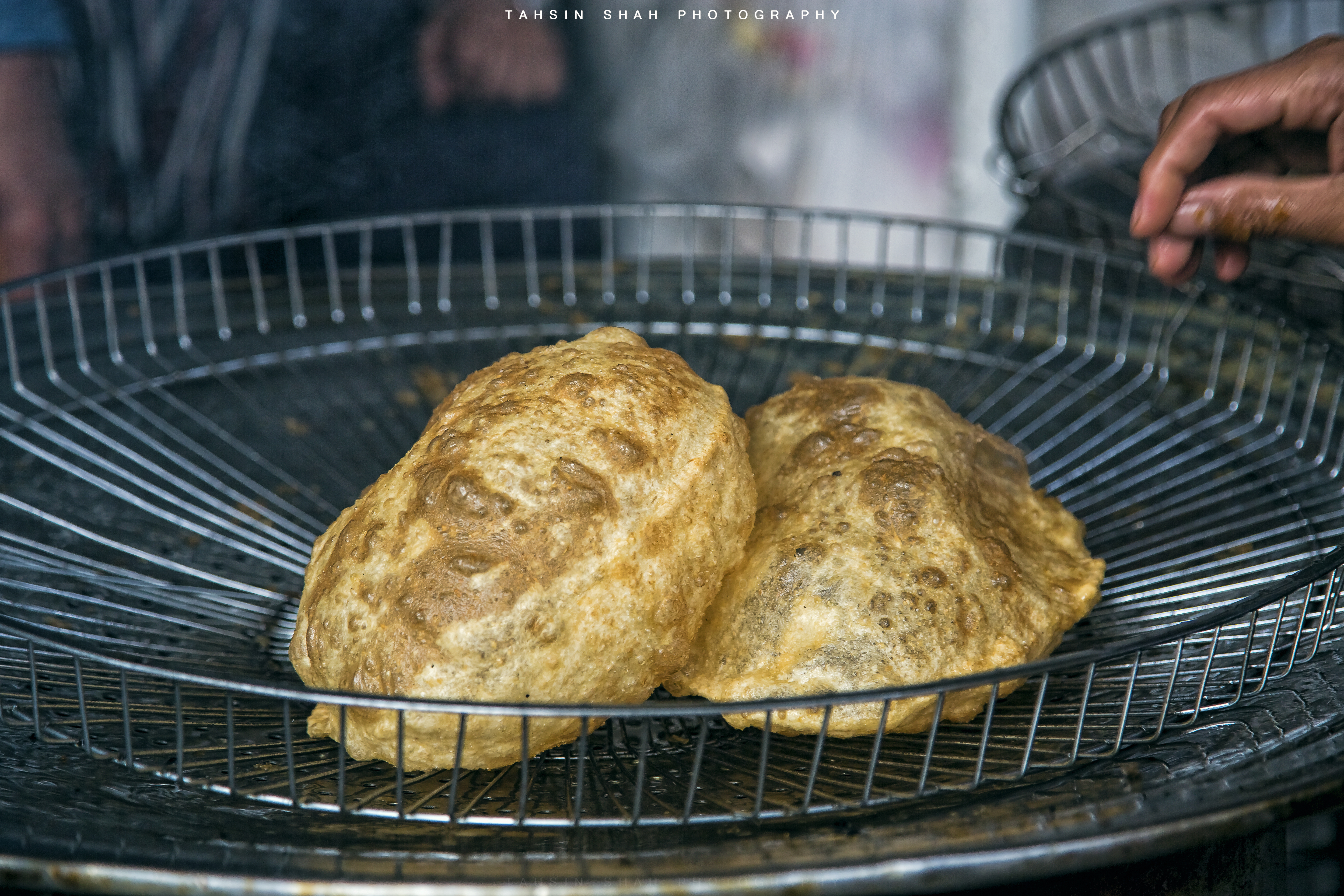
El pan fino se fríe en aceite y se come con curry de garbanzos, patatas y budín dulce.